# Pierre du Tertre
Pierre du Tertre († 1378) war Sekretär des Königs Karl II. von Navarra und einer seiner engsten Vertrauten.
1378 wurde er festgenommen und in Bernay eingesperrt, als er Dokumente mit sich führte, die für Karl von Navarra und ihn selbst höchst kompromittierend waren, und deren Verschlüsselung der Dechiffrierung nicht standhielt. Pierre du Tertre wurde in den Temple überführt und verhört, wobei er die Geständnisse des ebenfalls 1378 festgenommenen Kammerherrn Karls II., Jacques de Rue, bezüglich der Verbindungen zu England bestätigte. Eine Beteiligung an den Giftanschlägen auf Karl V. von Frankreich, den einen 1370, den zweiten 1378, wies er jedoch zurück.
Am 16. Juni 1378 wurden er und weitere Männer des Königs von Navarra, darunter Jacques de Rue, vor die Große Kammer des Parlements geführt, wo die Angeklagten erneut gestanden. Jacques de Rue und Pierre du Tertre wurden zum Tod verurteilt und im Quartier des Halles geköpft. Ihre Köpfe wurden auf Lanzen gesteckt und blieben am Ort der Hinrichtung. Die Körper wurden zerstückelt: Arme und Beine wurden an acht Galgen ausgestellt, die an den wichtigsten Stadttoren errichtet worden waren, der Körper am Gibet de Montfaucon aufgehängt.